# カトケヌット・リーン
カトケヌット・リーン (エストニア語: Katkenud liin、英: Broken Line、破線の意) はエストニアのタリンにある、エストニア号沈没事故の記念碑である。

## 概要
エストニア号沈没事故の起きた日、エストニアが出港したタリン旅客港近くの丘に犠牲者の慰霊のために白い十字架が建てられた。カトケヌット・リーンは1996年、彫刻家のヴィル・ヤーニソーと建築家のヨルマ・ムカラによって、この十字架の代わりとして建てられたものである。事故の起きた9月28日には毎年追悼式が行われ、エストニア大統領や犠牲者の家族等によって花輪などが捧げられる。

## 構成
カトケヌット・リーンはエストニア号の船首に似せて造られており、「未完の旅」を象徴している。また、記念碑の土台には事故の犠牲者全員の名前が刻まれている。

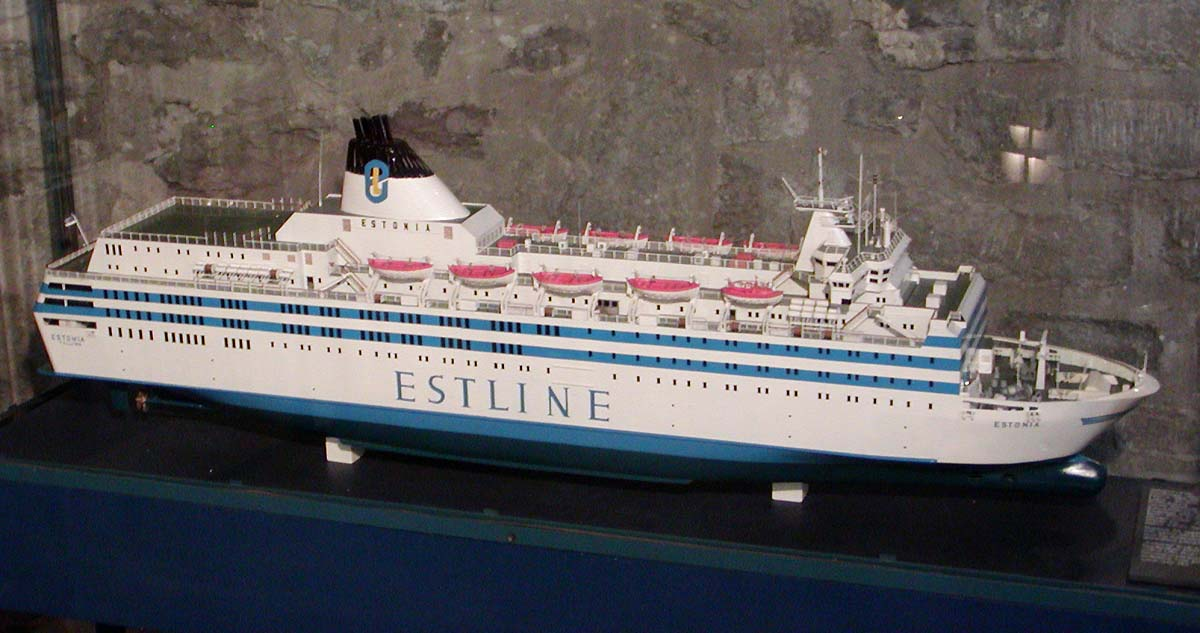
エストニア
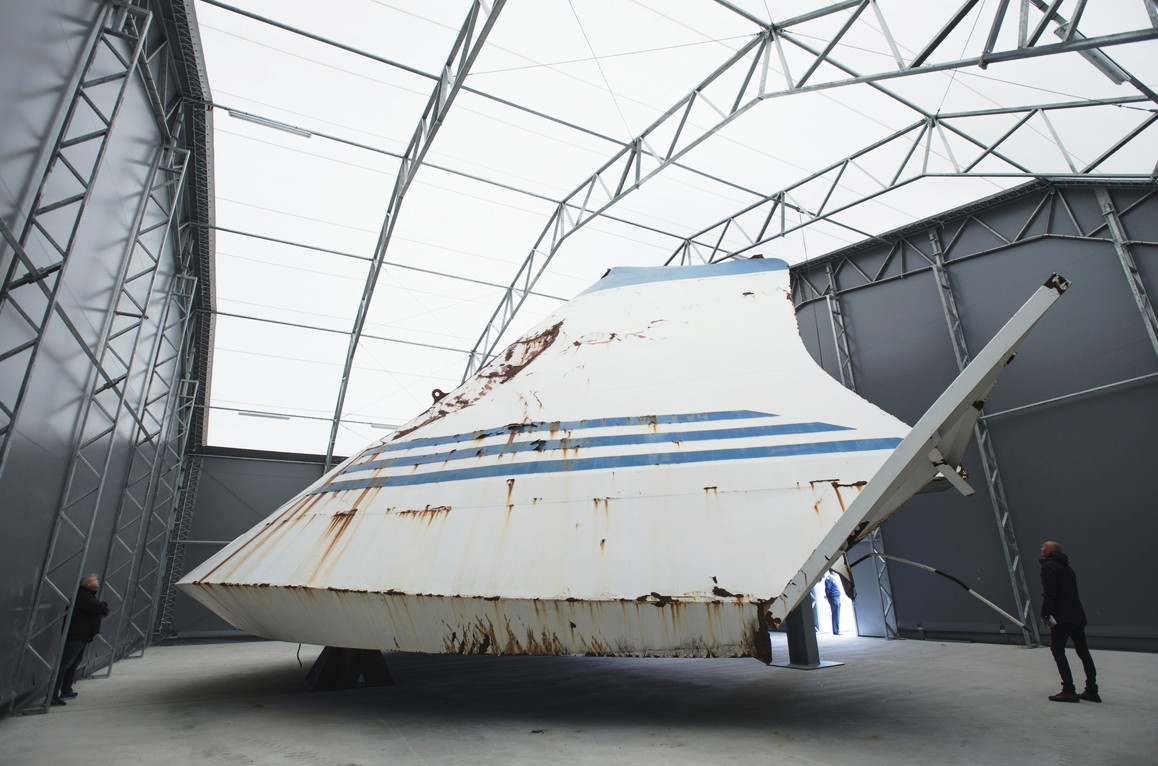
エストニアのバウバイザー
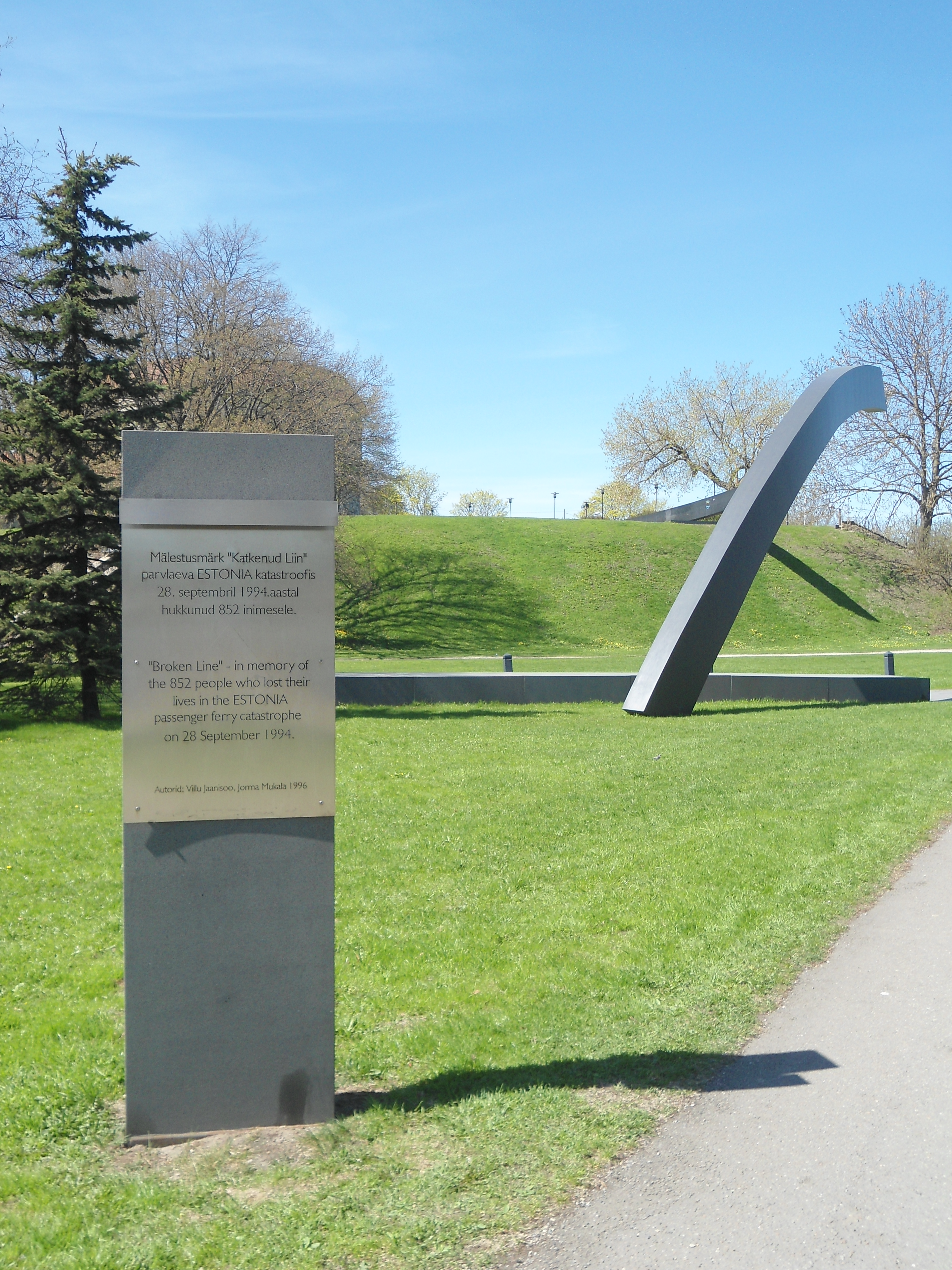
別の方向から見たカトケヌット・リーン
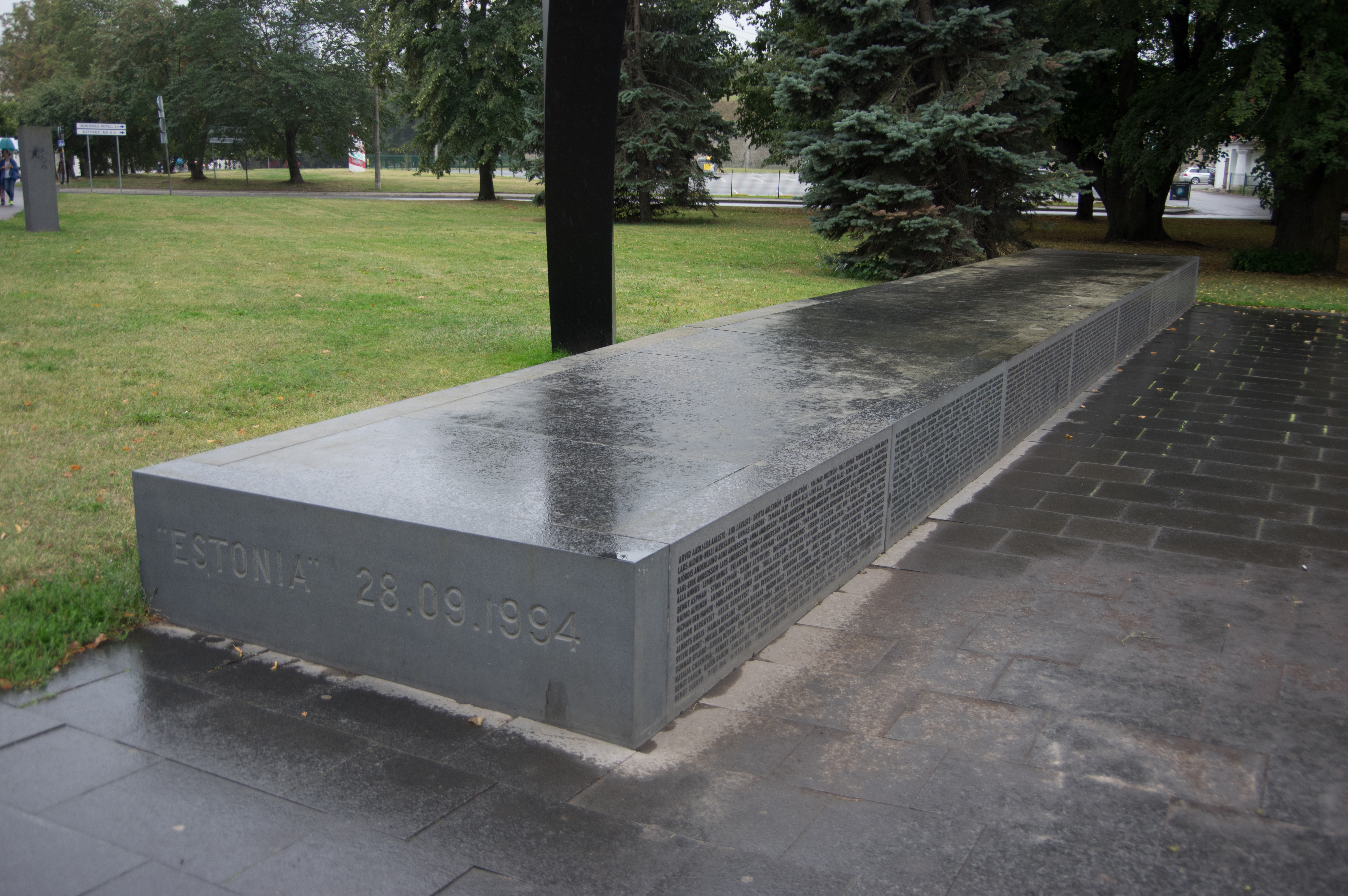
犠牲者の名前が刻まれている。
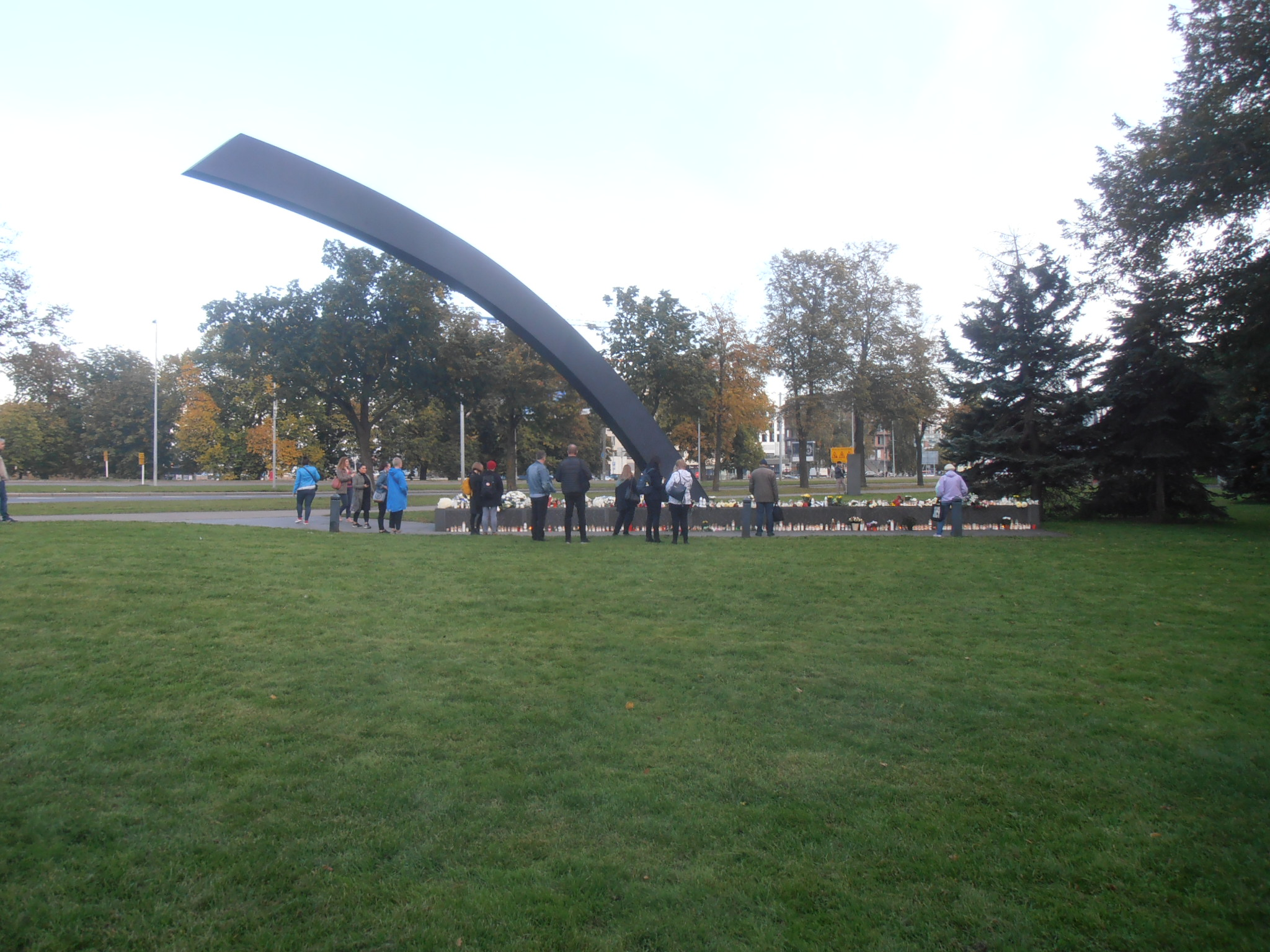
事故から25年経った2019年9月28日。花束が記念碑に捧げられている。